# Servant × Service
Servant × Service (яп. サーバント×サービス Са:банто × Са:бису, «Служащий × Служба») — манга-ёнкома, автором которой является Карино Такацу, и аниме в жанре комедии режиссёра Ясутаки Ямамото. Премьера аниме-сериала состоялась 4 июля 2013 года.

## Сюжет
История повествует о повседневной жизни трёх молодых специалистов — Люси Ямагами, Ютаке Хасэбэ и Сае Миёси, которые недавно устроились на работу государственного служащего в отдел департамента здравоохранения и социального обеспечения городского муниципалитета в Хоккайдо. Эта работа требует ответственности, поэтому за новичками присматривает их коллега — Тайси Итимия. Новые работники отнюдь не похожи на «офисных крыс» или «планктонов», а наоборот имеют озорной характер и всё время попадают в неловкие ситуации.

## Персонажи

### Основные персонажи
Люси (сокращённо) Ямагами (яп. 山神 ルーシー（略） Ямагами Ру:си: (ряку))
У Люси довольно странное имя, когда она родилась, родители не могли решить, какое же имя ей дать и поэтому спрашивали у знакомых. Они дали много красивых имён, что только ухудшило ситуацию, и родители Люси написали все понравившееся имена в бланке для оформления свидетельства о рождении. Из-за невнимательности государственного служащего, который не переспросил родителей, имя так и оформили, из-за чего Люси ненавидит государственных работников. Она выбрала работу государственного служащего лишь для того, чтобы найти того работника, который одобрил её странное имя и высказать ему всё. Её настоящее полное имя состоит из нескольких имён, но известны лишь те, которые Люси успела упомянуть: Люси Кимико Акиэ Аири Сиори Риннэ Ёсихо Аяно Томика Титосэ Санаэ Микико Итика… Ямагами. Её называют «Люси» по первому имени, с которого начинается её полное имя, что её ставит в неловкое положение и чаще всего раздражает. Она хороший и ответственный работник, красивая и молодая девушка.
Сэйю — Аи Каяно
Ютака Хасэбэ (яп. 長谷部 豊 Хасэбэ Ютака)
Ютака работает в отделе благосостояния города, занимаясь вопросами ухода. Он утверждает, что он — заклинатель и может получить адреса электронной почты у довольных клиентов, даже хвастается об этом своему начальнику, Тайси. Хасэбэ говорит, что с адресами электронной почты ему спокойнее живётся, он их записывает на «крайний случай». Хотя он неисправимый бездельник, он не колебался, чтобы помочь Люси и Сае, когда у них возникали проблемы с трудными клиентами. Ютака любит дразнить Люси по любому поводу, из-за чего она порой не сдерживает гнев. На его признание в любви Люси ответила отказом, тем не менее, их дружеские отношения не испортились. В прошлом у него были возможности выбрать другую работу, намного лучше, чем простого государственного служащего, но Ютака не испытывал интереса к чему-либо, даже если у него что-то хорошо получалось. Он обаятелен и знает подход к клиентам, но ленив.
Сэйю — Тацухиса Судзуки
Сая Миёси (яп. 三好 紗耶 Миёси Сая)
Сая застенчивая и пассивная тихая девушка, которая предпочитает держать своё мнение о других людях при себе, один из трёх новичков, принятых на работу государственного служащего. Ей 24 года и она работает вместе с Ютакой и Люси в отделе благосостояния города, назначена в отдел, который обрабатывает запросы и проблемы пожилых людей. Большая часть её работы — долго слушать бессвязную речь пожилого клиента, из-за чего она даже слова сказать не может и сидит молча слушает. Наиболее частый её клиент — Танака, которой очень нравится молчаливая Сая.
Сэйю — Маи Накахара

### Второстепенные персонажи
Мэгуми Тихая (яп. 千早 恵 Тихая Мэгуми)
Мэгуми является старшей коллегой Люси, которая работает в качестве временного сотрудника, из-за того, что это позволяет больше свободных действий. Она является фанатом серии «Magical Flowers» из «Magical Girl». В свободное от работы время она посещает фестивали косплея в костюме «Розовой Герберы», которая является одной из героинь сериала. Мэгуми отстранённая и тихая девушка. Несмотря на некоторую «странность» в своём мнении о людях, она имеет друзей, одна из которых — Токо, сестра Тайси, с которым Тихая встречается уже год. Об отношениях Мэгуми и Тайси никто больше не знает, кроме них самих. Любит шить одежду и наряды для косплея, также принимает «заказы» на одежду у Токо.
Сэйю — Аки Тоёсаки
Тайси Итимия (яп. 一宮 大志 Итимия Тайси)
Тайси отвечает за первую часть отдела благосостояния и является непосредственным начальником Ютаки, также он отвечает за Люси и Саю. Тайси боится своей сестры, Токо, которая в любое время может прийти проверить работу офиса. Он добрый и всегда готов пойти навстречу. Боится и не любит афишировать свои отношения с Мэгуми. Беспокоится о том, что Мэгуми бросит его перед Рождеством, потому что не уделяет ей внимание в этот праздник из-за того, что приоритетнее для него — Токо, его сестра, хотя Тихаю, в связи с мероприятиями косплея в этот день, это, кажется, не волнует.
Сэйю — Такахиро Сакураи
Токо Итимия (яп. 一宮 塔子 Итимия То:ко)
Токо — младшая сестра Тайси. Она часто в плохом настроении и имеет вспыльчивый характер. Ещё в детстве Токо начала интересоваться работой государственного служащего, она изучала много материалов об этой работе. В средней школе она уже достаточно много знала и поэтому задавала вопросы сотрудникам в виде викторины каждый раз, когда приходила к брату на работу. Имеет переменчивый характер, она — цундэрэ. Её подруги — Мэгуми и Канон. День рождения Токо приходится на сочельник.
Сэйю — Руми Окубо
Кэндзо Момои (яп. 百井 兼蔵 Момои Кэндзо:)
Кэндзо — начальник отдела департамента здравоохранения и социального обеспечения. Его первое появление было в четвёртом эпизоде. По какой-то причине он использует аниматронного плюшевого кролика, не показывая свой реальный внешний вид из-за крайней застенчивости. Его дочь — Канон Момои. Также Кэндзо является старым другом отца Ютаки.
Сэйю — Рикия Кояма
Танака-сан (яп. 田中 Танака)
Старушка, которая часто посещает офис чтобы навестить Миёси. Танака всегда говорит о своей дочери «в законе» и о своём внуке, который, оказывается, друг детства Ютаки и его соперник. Хотя Танака пыталась женить Миёси на своём внуке, но она перестаёт её упрашивать, когда понимает, что Миёси ненавидит его. Часто разговоры Танаки не несут особого смысла и периодически повторяются. Несмотря на свою настойчивость, Танака доброжелательная и общительная женщина.
Сэйю — Микако Такахаси
Дзёдзи Танака (яп. 田中 譲二 Танака Дзё:дзи)
Внук Танаки-сан. Ему 22 года и он банкир. Ответственный и порядочный человек. Является другом детства Ютаки, поэтому никогда не бьёт его, что приводит к очень неловкой дружбе. Как считает Тихая, у Дзёдзи могут быть безответные чувства к Ютаке. Дзёдзи завидовал и стремился к Хасэбэ, который, в свою очередь, пренебрегал своими способностями в разных областях и был ленив, что раздражало и унижало Танаку, у которого это не получалось, даже если он старался. Дзёдзи следовал за Ютакой вплоть до колледжа, но Хасэбэ не хотел, чтобы он следовал за ним и перевёлся в другой, после чего Танака не смог его отыскать.
Сэйю — Тэцуя Какихара
Каору Хасэбэ (яп. 長谷部 薫 Хасэбэ Каору)
Старшая сестра Ютаки. Любит «пошалить» с людьми, например, когда Люси провела ночь в её доме из-за того, что была слишком пьяна, сказав ей, что она и есть Ютака и что он всегда был женщиной. Как Каору понимает, любовь Ютаки к Люси безответна, она пытается направить их так, чтобы Люси влюбилась в Ютаку. Она внешне очень похожа на своего младшего брата. Как и вся семья Хасэбэ, Каору работает государственным служащим.
Сэйю — Ю Кобаяси
Канон Момои (яп. 百井 花音 Момои Канон)
Дочь Кэндзо Момои и школьная подруга Токо. Канон ничуть не смущает то, что её отец на работе присутствует в качестве плюшевого кролика. Умна и умеет хорошо оценивать ситуацию, очень догадлива. Хотя она уже знала, что Мэгуми и Тайси встречаются, Канон пытается сохранить серьёзное выражение лица, когда Токо догадывается об этом.
Сэйю — Рина Хидака

## Список томов
| № | Дата публикации     | ISBN                   |
| - | ------------------- | ---------------------- |
| 1 | 24 сентября 2011 г. | ISBN 978-4-7575-3376-9 |
| 2 | 24 ноября 2012 г.   | ISBN 978-4-7575-3797-2 |
| 3 | 25 июня 2013 г.     | ISBN 978-4-7575-3992-1 |
| 4 | 25 августа 2014 г.  | ISBN 978-4-7575-4321-8 |

## Список серий
| No. | Название | Дата                  |
| --- | --- | --------------------- |
| 01  | Следи за тем, к кому ты обращаешься и зачем «Ки о цукэё: хито но ёбиката соно рию:» (気をつけよう 人の呼び方 その理由)                                                                            | 4 июля 2013 года      |
| 02  | Не паникуй, разберись или передай работу другому «Осигото ва аватэдзу савагадзу нагэдасадзу» (お仕事は 慌てず騒がず 投げ出さず)                                                                   | 11 июля 2013 года     |
| 03  | Не пренебрегай своей безопасностью или безопасностью своего рабочего места «Окотару на сёкуба но андзэн ми но андзэн» (怠るな 職場の安全 身の安全)                                                | 18 июля 2013 года     |
| 04  | Остерегайтесь невидимой опасности на следующей неделе «Райсю: но миэнай кикэн ни ё:тю:и» (来週の 見えない危険に 要注意)                                                                           | 25 июля 2013 года     |
| 05  | У всех по работе есть старшие товарищи, учитесь у них, пока есть возможность «Минна га моттэру Хияри но тайкэн икаситэ кё: мо кэндзэн сёкуба» (皆が持ってる ヒヤリの体験 活かして今日も 健全職場) | 1 августа 2013 года   |
| 06  | Изучение неожиданных проблем и игра в прятки «Тасикамэтэ омовану мондай какурэмбо» (確かめて 思わぬ問題 かくれんぼ)                                                                               | 8 августа 2013 года   |
| 07  | Предупреждаю, есть люди, которых вы не видели «Дзико бо:си миэнай токоро ни хито га иру» (自己防止 見えない所に 人が居る)                                                                         | 15 августа 2013 года  |
| 08  | Опасный отпрыск! Остерегайтесь внука Танаки «Кикэн но мэ Танака но маго ни гоё:дзин» (危険の芽 田中の孫に 御用心)                                                                                 | 22 августа 2013 года  |
| 09  | У вас есть такое? Психические способности и накопленные чувства «Аримасу ка кокоро но ютори то цумикасанэ» (ありますか 心のゆとりと 積み重ね)                                                     | 29 августа 2013 года  |
| 10  | Позже всё будет хорошо, в то же время хорошие вещи могут привести к огромному сожалению «Ато дэ ёи цуидэ дэ ёй ва оокина ко:кай» (あとで良い ついでで良いは 大きな後悔)                           | 5 сентября 2013 года  |
| 11  | Остерегайтесь сладкой ловушки, которая так и манит вас «Атэнсён аната о нэрау амай вана» (アテンション あなたを狙う 甘い罠)                                                                       | 12 сентября 2013 года |
| 12  | Погоди, расслабленность и беспечность смертельно опасны «Тётто маттэ нарэ то юдан га инотитори» (一寸待て 慣れと油断が 命取り)                                                                    | 19 сентября 2013 года |
| 13  | Так-то лучше, весёлое рабочее место заставит ждать новый день «Корэ дэ ёси асита ни цунагу таносий сёкуба» (これで良し 明日につなぐ 楽しい職場)                                                   | 26 сентября 2013 года |

## Музыка
Открывающую композицию под названием «May I Help You?» (『めいあいへるぷゆー?』) исполняют Аи Каяно, Маи Накахара и Аки Тоёсаки. Аи Каяно исполняет закрывающую композицию, название которой «Hachimitsu Doki» (яп. 『ハチミツ時間（どき）』 Хатимицу доки, «Медовые часы») с 1 по 4 эпизод, эту же композицию исполняет Маи Накахара с 5 по 8 эпизод, а начиная с 9 эпизода эндинг исполняет Аки Тоёсаки.